# دان أجي
دانيال إبينيزر كواسي أجي (بالإنجليزية: Daniel Ebenezer Kwasi Agyei)‏ المعروف بـ دان أجي (بالإنجليزية: Dan Agyei)‏ هو لاعب كرة قدم إنجليزي، من مواليد 1 يونيو 1997، يلعب لـنادي كرو ألكساندرا.

## روابط خارجية
- دان أجي على موقع قاعدة بيانات كرة القدم.إي يو (الإنجليزية)
- دان أجي على موقع Soccerbase.com (لاعب) (الإنجليزية)
- دان أجي على موقع Soccerway.com (الإنجليزية)
- دان أجي على موقع عالم كرة القدم.نت (الإنجليزية)